# 1976 dans le catholicisme
Chronologie du catholicisme
- 1972
- 1973
- 1974
- 1975
- 1976
- 1977
- 1978
- 1979
- 1980

Cet article présente les faits marquants de l'année 1976 dans le catholicisme.

## Évènements
- Courant 1976 : fondation de la Communauté Saint-Martin par l’abbé Jean-François Guérin.
- 24 mai : création de 21 cardinaux par Paul VI.
- 1er au 8 août : congrès eucharistique international à Philadelphie.
- 3 octobre : canonisation de Béatrice de Silva
- 12 octobre : consécration de la Basilique Notre-Dame-de-Guadalupe de Mexico (Mexique).
- 17 octobre : canonisation de John Ogilvie.

## Naissances
- 28 octobre : Étienne Guillet, prélat français, évêque de Saint-Denis

## Décès

### Janvier
- 21 janvier : Joseph-Marie Martin, cardinal français, archevêque de Rouen (° 9 août 1891)
- 26 janvier : Bienheureux Gabriel Allegra, prêtre franciscain, bibliste et missionnaire italien en Chine, traducteur de la Bible en chinois (° 16 décembre 1907)

### Février
- 26 février : Efrem Forni, cardinal italien, diplomate du Saint-Siège (° 10 janvier 1889)
- 28 février : Thomas Roberts, prélat jésuite et missionnaire anglais, archevêque de Bombay (° 7 mars 193)

### Mars
- 4 mars : Paul Chevalier, prélat français, évêque du Mans (° 29 août 1896)

### Avril
- 2 avril : Carlo Grano, cardinal italien, diplomate du Saint-Siège (° 14 octobre 1887)

### Mai
- 3 mai : Frédéric Lamy, prélat français, archevêque de Sens (° 9 septembre 1887)

### Juillet
- 5 juillet : Marcel Forestier, prêtre dominicain français, pionnier du scoutisme (° 15 juin 1896)
- 10 juillet : Maria Oliva Bonaldo, religieuse et vénérable italienne, fondatrice des filles de l'Église (° 26 mars 1893)
- 11 juillet : François Charrière, prélat suisse, évêque de Lausanne, Genève et Fribourg (° 1er septembre 1893)
- 18 juillet : 
  - Bienheureux Gabriel Longueville, prêtre français martyr en Argentine (° 18 mars 1931)
  - Bienheureux Carlos Murias, prêtre franciscain et martyr argentin (° 10 octobre 1945)
- 23 juillet : Bienheureux Basile Hopko, prélat slovaque grec-catholique, évêque auxiliaire de Prešov, martyr du communisme (° 21 avril 1904)
- 24 juillet : Julius Döpfner, cardinal allemand, archevêque de Munich (° 26 août 1913)
- 25 juillet : Bienheureux Wenceslao Pedernera, organisateur du mouvement rural catholique et martyr argentin (° 28 septembre 1936)

### Août
- 4 août : Bienheureux Enrique Angelelli, prélat et martyr argentin, évêque de La Rioja (° 18 juillet 1923)

### Septembre
- 10 septembre : Jean Schoonjans, prêtre, enseignant et historien belge (° 31 octobre 1897)

### Octobre
- 6 octobre : Bruno Desrochers, prélat canadien, évêque de Sainte-Anne-de-la-Pocatière (° 17 avril 1910)
- 18 octobre : Giacomo Lercaro, cardinal italien, archevêque de Bologne (° 28 octobre 1891)

### Novembre
- 20 novembre : Martin D'Arcy, prêtre jésuite, théologien et philosophe anglais (° 15 juin 1888)
- 27 novembre : Maurice Nédoncelle, prêtre et philosophe français (° 30 octobre 1905)
- 29 novembre : José da Costa Nunes, cardinal et missionnaire portugais, archevêque de Goa (° 15 mars 1880)

### Décembre
- 5 décembre : Pierre Dabosville, prêtre oratorien et pédagogue français, engagé dans la dialogue judéo-chrétien (° 24 juin 1907)
- 12 décembre : Maurice Paul Marie La Mache, prêtre français, fondateur de l'École La Mache (° 28 juillet 1887)